# Y Vũ
Y Vũ (tên khai sinh: Trần Gia Hội, 13 tháng 9 năm 1940 – 28 tháng 9 năm 2023) là một nhạc sĩ người Việt Nam, tác giả của ca khúc "Kim". Đồng thời ông còn là em ruột của nhạc sĩ Y Vân.

## Tiểu sử
Nhạc sĩ Y Vũ sinh ra tại Hà Nội. Từ nhỏ ông được anh ruột là nhạc sĩ Y Vân dạy kèm môn âm nhạc.
Năm 1954, Y Vũ cùng gia đình di cư vào miền Nam Việt Nam. Ông sáng tác rất ít vì là nhạc công cho các vũ trường ở Sài Gòn và Vũng Tàu. 
Sau sự kiện 30 tháng 4 năm 1975, Y Vũ làm cho nhà hàng Arnol ở Sài Gòn, được chủ nhà hàng cấp cho một căn phòng nhỏ ở tạm qua ngày.
Vợ ông là bà Hồng Loan. Phải đến năm 66 tuổi (2006), ông mới tìm được người phụ nữ của mình, bà Hồng Loan. 
Ông qua đời tại Thành phố Hồ Chí Minh vào ngày 28 tháng 9 năm 2023, sau thời gian lâm bệnh nặng.

## Ca khúc nổi tiếng

### "Kim"
Vào năm 1969, Y Vũ làm việc ở Vũng Tàu có quen rồi yêu một vũ nữ tên là Kim. Cô gái có hoàn cảnh nghèo lại bị bệnh tim. Để khích lệ tinh thần Kim, Y Vũ viết bài "Kim". Bài hát lập tức nổi tiếng và được ca sĩ Túy Phượng - nữ hoàng nhạc twist đương thời hát trên cả đài phát thanh lẫn truyền hình. Khoảng một năm sau thì cô Kim mất; Y Vũ đau buồn viết tiếp bài "Những tâm hồn hoang lạnh" (chung với nhạc sĩ Trúc Sơn) riêng tặng cho kiếp vũ nữ.

### "Tôi đưa em sang sông"
Theo nhạc sĩ Nhật Ngân, vốn dĩ "Tôi đưa em sang sông" là ca khúc đầu tay của Nhật Ngân viết ở Đà Nẵng vào năm 1960. Sau đó Nhật Ngân gởi ca khúc này vào Sài Gòn nhờ nhạc sĩ Y Vân xuất bản với sự sửa đổi một vài chỗ trong bản nhạc cho hợp với đường lối của Bộ Thông tin Việt Nam Cộng hòa lúc đó không cho phép phổ biến những nhạc phẩm ủy mị, ướt át. Câu "Rồi thời gian lặng lẽ trôi, đời tôi là cánh mây trôi bốn phương trời" được nhạc sĩ Y Vân đổi thành "Rồi thời gian lặng lẽ trôi, đời tôi là chiến binh đi khắp phương trời" cho phù hợp với chiến cuộc khi này. Câu kết của bản gốc là "Nàng đã thay một lối về, thay cả bàn tay đón đưa" cũng đã được Y Vân đổi thành "Nàng đã thay một lối về, quên cả người trong gió mưa." Vì lúc đó Nhật Ngân chưa có tên tuổi nên cần nhờ tới một nhạc sĩ nổi tiếng đứng chung tên với "Tôi đưa em sang sông" để dễ dàng đến với quần chúng hơn. Khi được xuất bản, "Tôi đưa em sang sông" được ký tên là Trần Nhật Ngân - Y Vũ. Sau đó Y Vũ có viết tiếp một bài nữa dựa vào ý bài này là bài "Ngày cưới em".

Theo nhạc sĩ Y Vũ trong một cuộc phỏng vấn thực hiện bởi Vietface TV (trụ sở tại Hoa Kỳ, thuộc Trung tâm Thúy Nga) thì nguyên văn ông nói như sau:
"Nhạc phẩm này là do tôi hoàn toàn sáng tác. Y Vân, anh ruột tôi lúc đó là thầy dạy của ba người: tôi, Anh Thy và Nhật Ngân, sau khi nghe bài hát này có nói: Mày để cả tên Nhật Ngân vào cho nó nổi tiếng. Tôi nghe lời anh mà làm theo vậy thôi."

Trong chương trình Hát câu chuyện tình ngày 18 tháng 11 năm 2017 của Đài Truyền hình Thành phố Hồ Chí Minh, nhạc sĩ Y Vũ khẳng định chính ông là tác giả duy nhất bằng cách đưa ra bản thảo mà ông viết tay của tác phẩm này.

## Tác phẩm
- Bốn mùa bốn màu
- Bụi cát hồng trần
- Chẳng dám làm quen[6]
- Chiều ru mặt trời
- Cho một người bước qua
- Chờ phép[7]
- Chuyện loài hoa dang dở
- Chuyện tình đầu
- Còn mãi Noel
- Cùng vui Noel
- Cát bụi hồng trần
- Dấu chân độc hành
- Dấu chân qua
- Đếm giọt sầu rơi[6]
- Điên
- Đi xe đạp
- Đò tình lỡ chuyến
- Đôi ta
- Em trước anh sau[6]
- Hận
- Hoa vông vang trắng
- Hờn ghen (1969)
- Kim
- Kỷ niệm chúng mình
- Lính biển[7]
- Lính dù
- Lính diễm kiều [7]
- Lòng nghe dậy sóng[6]
- Lời từ biệt
- Em cứ đi đi
- Muôn thuở vẫn hẹn hò
- Màu hoa trắng
- Một ngày xa nhau
- Mưa cỏ may
- Mùa xuân xa em
- Năm 2000
- Ngày cưới em
- Ngày mai không có anh
- Người xa tôi
- Những ngày nghỉ phép
- Những tâm hồn hoang lạnh[7]
- Sầu nhớ
- Sài Gòn em và tôi[8]
- Sinh nhật em
- Tâm sự thủy thủ
- Thủng thẳng mà đi
- Thủy thủ và biển cả
- Tiếng hát về đêm
- Tình
- Tình mình ngang trái
- Tình hẹn ngày xuân
- Tình thiên thu
- Tình thiết giáp binh
- Tôi đưa em sang sông[9]
- Tôi tiễn người tôi yêu
- Trôi theo dòng đời
- Tựa áo mơ phai
- Ước mơ đêm Thánh
- Vàng cánh thiên thu
- Viết dòng tâm sự
- Vọng buồn[10]
- Xin yêu thương ở lại
- Xuân gọi
- Xuân trong lòng người

Chú thích: Sáng tác của ông bị nhầm lẫn với một số nhạc sĩ khác, đặc biệt là Y Vân.